# شتاتشتايناخ
اشتات اشتايناخ (بالألمانية: Stadtsteinach) هي بلدة ألمانية تقع في ألمانيا في بافاريا. يقدر عدد سكانها بـ 3,421 نسمة .

## المدن التوأمة
مدينة لويتنبرغ هي مدينة توأمة لـاشتات اشتايناخ.

## أعلام
- ويلهلم وايس